# Florence Court

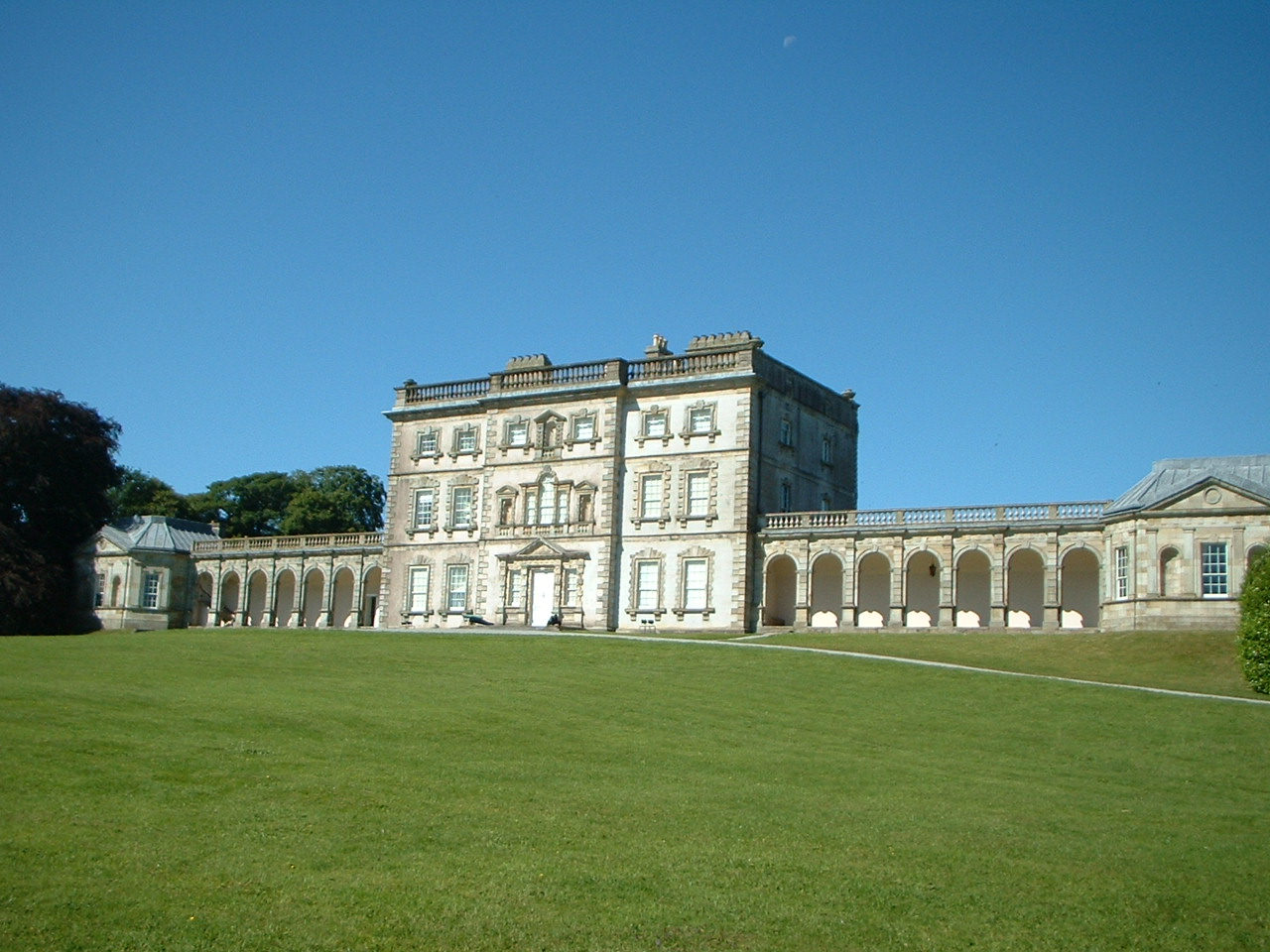
Florence Court, 2006

Florence Court ist ein großes Herrenhaus und Anwesen 13 km südwestlich von Enniskillen im nordirischen County Fermanagh. Es liegt in den Vorhügeln des Berges Cuilcagh. Das nahegelegene Dorf nennt sich Florencecourt (irisch Mullach na Seangán). Das Haus gehört dem National Trust und wird von ihm zusammen mit dem Schwesteranwesen Castle Coole verwaltet.

## Geschichte und Beschreibung

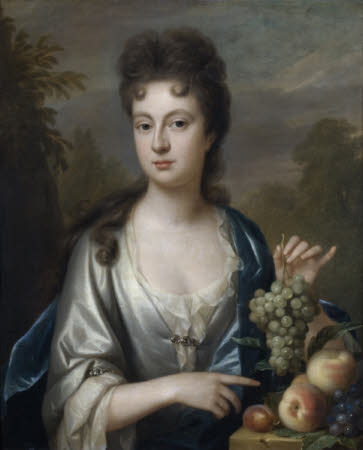
Florence Wrey († 1718), Tochter von Bourchier Wrey, 4. Baronet, (ca. 1653–1696), von seiner Gattin Florence Rolle. Sie war die Gattin von John Role aus Enniskillen, dem Erbauer von Florence Court. Ihre Großmutter war eine der ersten Frauen in England, die diesen Namen trugen. Florence Rolle (1630–1705) war die Tochter und Erbin von Denys I. Rolle (1614–1638) von Stevenstone House und Bicton in Devon. (in der Sammlung des National Trust in Florence Court)

Die Geschichte des Baus von Florence Court ist Gegenstand von Mutmaßungen und das heutige Haus entstand in zwei, wenn nicht drei Phasen. Das erste Haus auf diesem Anwesen ließ John Cole (1630–1726) bauen und benannte es nach seiner Gattin Florence Bourchier Wrey († 1718). Sie war die Tochter von Bourchier Wrey, 4. Baronet (ca. 1653–1696) aus Tavistock in Devon. Eine von einem unbekannten Autor 1718 geschriebene Geschichte von Fermanagh beschreibt John Coles Haus als „sehr teuer und verschwenderisch“, aber 1739 beschrieb Rev. William Henry das Gebäude als „aber klein, da es nur der linke Flügel eines großartigen Gebäudes ist, das von Mr Cole geplant wurde, der nicht lang genug lebte, um es ausführen zu lassen“.
Die Architekten des heutigen Hauses sind nicht bekannt. Der zentrale Block wurde zuerst errichtet und es werden für seinen Bau verschiedene Daten, von 1730 bis 1764, gehandelt. Er wurde dem deutschen Architekten Richard Cassels, der 1728–1729 am nahegelegenen Castle Hulme arbeitete, zugeschrieben. Florence Court zeigt auch Ähnlichkeiten mit einigen anderen von Castle entworfenen Häusern in Irland. Eine Karte des Anwesens von 1768 zeigt den zentralen Block ohne Anbauten und mit einem breit gerahmten Ochsenauge (anstelle des heutigen Fensterpaares und der großen, kauernden Nische) im zweiten Obergeschoss. Dies war ein wiederkehrendes Detail in Castles Arbeiten. Wenn Castle daran beteiligt war, ist die Datierung der ersten Bauphase auf 1730 plausibel. Auf der anderen Seite erwähnt Mr Henrys Beschreibung neun Jahre später kein neues Haus, das kürzlich gebaut worden wäre. Rowan meint, dass die Pläne für das Haus wohl von Castle gezeichnet, aber erst viel später ausgeführt wurden, worauf der „altmodische“ Stil des Hauses hinweise. Er meint, dass „die Konstruktion mit all ihrem Charme doch viel zu eigenartig für [Castle] ist“.
Die barocken Stuckarbeiten in Bibliothek und Arbeitszimmer an der Front des Hauses scheinen aus einer früheren Zeit zu stammen als der reiche Rokokostuck im Speisezimmer, im Salon und in der Treppenhalle auf der Westseite des Hauses. Und die Bodenbretter in diesen beiden Räumen unterscheiden sich in der Breite von denen anderswo im Haus. Man mutmaßt, dass der zentrale Block in zwei Phasen gebaut worden sein könnte, wobei die Räume im hinteren Teil des Hauses zusammen mit dem venezianischen Raum 1764 fertiggestellt wurden, als Coles Sohn, Lord Mount Florence, eine berühmte Hauseinweihungsfeier abhielt.
Die Kolonnaden und Pavillons wurden um 1771 errichtet und werden dem italienischen Ingenieur und Architekten Davis Ducart zugeschrieben. Sie sind aus verkleidetem Sandstein gebaut, anders als der aus aufgearbeitetem Kalksteinschutt bestehende zentrale Block. Der südliche Hof und der Stallhof wurden vom Baumeister Andrew Lambert errichtet. Die Einführung zu den Enniskillen Papers meint, es hätte eine Zubauphase gegeben, in der die Gebäudefront, wie wir sie heute kennen, fertiggestellt wurde, und stellt heraus, die stark rustizierten Fensterverkleidungen „einem Nachgedanken eines anderen, weniger vollendeten Handwerkers“ entsprungen seien. Sie sind an der Fassade, die auf der Karte von 1768 dargestellt ist, nicht zu sehen. Die Einführung meint auch, weitere Arbeiten seien „ein hilfloser Versuch, [den zentralen Block] mit den kunstvoll geschnittenen Steinen der Verbindungsbauten und Pavillons zu harmonisieren“.
Ob es eine Endphase gab, ist Gegenstand von Spekulationen. Der Führer des National Trust von 1979 zeigt die Ähnlichkeit zwischen dem ungewöhnlichen, mit Ziergiebel versehenen Türrahmen in Florence Court und dem Türrahmen der heute nicht mehr existierenden Nixon Hall bei Bellanaleck (entstanden um 1780) auf. Größere Umbauarbeiten wurden in den Jahren 1778–1780 auf dem Anwesen vorgenommen. Dies waren z. B. die Landschaftsgestaltung des Parks durch William King und die Anlage einer neuen Auffahrt durch ihn, sowie der Bau der Grand Gates.
Florence Court war bis 1973 der Familiensitz der Earls of Enniskillen. Der 5. Earl überschrieb das Haus und 5,67 Hektar Grund 1953 dem National Trust. Unter der Leitung von Sir Albert Richardson ließ der National Trust die Restaurierung durchführen und die umfangreichen Bemühungen führten dazu, dass Florence Court seither viel von seinem ursprünglichen Glanz zurückerhalten hat. Einige Räume in den oberen Stockwerken aber bleiben geschlossen.

## Inneneinrichtung
Das Haus zeigt exquisite Rokokodekorationen und feines irisches Mobiliar. Viele Stücke davon wurden vom National Trust für dieses Objekt beschafft, andere von anderen irischen Häusern ausgeliehen. Der größte Teil der ursprünglichen Einrichtung wurde entfernt, als die Familie Cole 1973 nach Perthshire umzogen, aber viele davon vermachte die verwitwete Gräfin von Enniskillen nach ihrem Tod 1998 dem National Trust.

## Landschaftspark
Das Haus ist von einem Landschaftspark, den William King 1778–1780 anlegen ließ, umgeben und gerahmt von den Bergen Benauglin und Cuilcagh (Binn Chuilceach). Der eingefriedete Garten (erweitert in den 1870er Jahren) enthält einen Rosengarten, das Rose Cottage (früher Wohnhaus des Chefgärtners, nun Feriendomizil), Haine und einen Gemüsegarten. Eine funktionsfähige wassergetriebene Sägemühle steht im Ziergarten und in der Nähe gibt es eine Schreinerwerkstatt und einen hydraulischen Widder aus viktorianischer Zeit, der Wasser nach oben zum Haus pumpt. Auf dem Anwesen findet man auch ein Eishaus, die Aalhausbrücke und einen von einer natürlichen Quelle gespeisten Brunnen. Der Ziergarten enthält Pflanzen sowohl aus der gemäßigten als auch der subtropischen Vegetationszone, besonders eine Vielzahl von Rhododendren.
Die Flüsse Larganess und Finglass fließen durch das Anwesen, das größtenteils aus Weiden und Wald, vorwiegend Lärchen, besteht. Die Glen Wood Nature Reserve ist ein teilweise noch natürlicher lichter Eichenwald, der vom Forestry Service nahe dem alten Rehpark am Rande des Anwesens erhalten wird. Der interessanteste Baum auf dem Anwesen ist die Florencecourt Yew, eines von nur noch zwei existierenden Exemplaren der Irischen Eibe, einer Spielart der europäischen Eibe, die 1764 auf dem nahegelegenen Berg Cuilcagh entdeckt wurden. Da die irische Eibe nur durch Setzlinge vermehrt werden kann, ist dieser Baum und sein Schwesterbaum (der in den 1860er-Jahren abstarb) die Ahnen aller irischen Eiben, die man auf der Welt findet.

## Der Brand

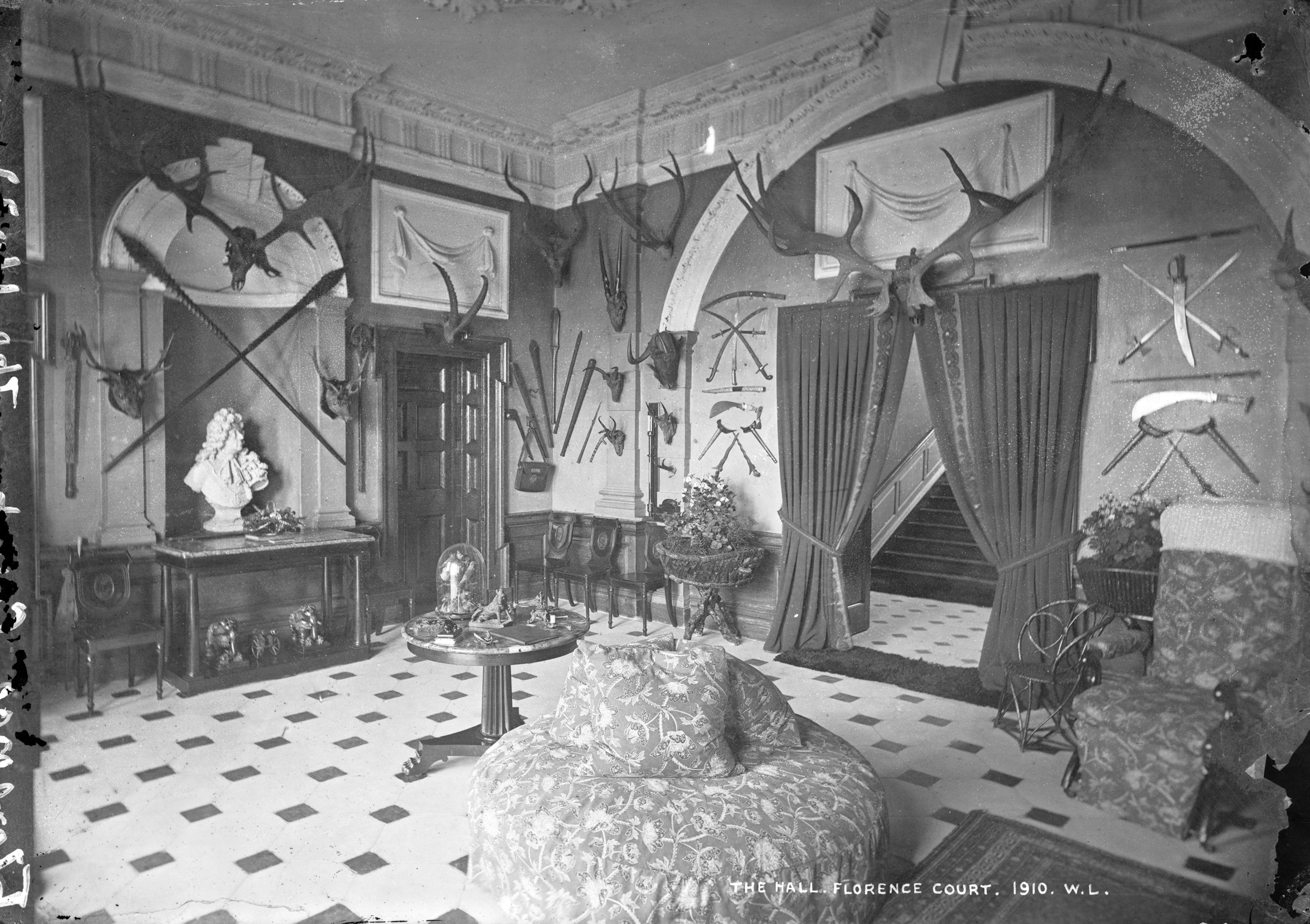
Die Halle von Florence Court in den 1890er-Jahren

Am frühen Morgen des 22. März 1955 brach ein Brand auf dem Treppenpodest des 1. Obergeschosses von Florence Court aus, genau neben Lady Enniskillens Schlafzimmer. Zwar hatte die Feuerwehr den Brand gegen 9.00 Uhr fast unter Kontrolle, aber das trockene Wetter sorgte für eine Wiederentzündung des Feuers. Die Flammen erreichten das Dach des Hauses, das in der Folge in die Halle herunterbrach, sodass gegen Abend etwa zwei Drittel der Inneneinrichtung von Florence Court ein Raub der Flammen war.
Lady Enniskillen, geborene Mary Cicely Nevill von den Marquesses of Abergavenny, entdeckte den Brand, der während einer der seltenen Abwesenheiten ihres Gatten von zuhause ausgebrochen war. Nachdem sie nach unten zu den Wohnungen der Dienerschaft gelaufen war, um Alarm zu schlagen, rannte sie zum nahegelegenen Killymanamly House, um den alten 5. Earl of Enniskillen (1876–1963) anzurufen, der sich im Ulster Club in Belfast aufhielt, um ihn darüber zu informieren, dass das Haus brannte. Er soll geschrien haben: „Und was soll ich da machen?“
Ein großer Teil des Schadens an der Einrichtung von Florence Court wurde durch das Löschwasser verursacht. Das Speisezimmer mit seinen exquisiten Stuckarbeiten wurde nur durch das sofortige Einschreiten der Bauleute Bertie Pierce und Ned Vaughan gerettet, die nach Anweisung von Viola Grosvenor, der späteren Duchess of Westminster, sechs Löcher in den ebenen Teil der Decke bohrten, sodass das Wasser, das sich über der Decke angesammelt hatte, abfließen konnte, ohne die Decke zum Einsturz zu bringen. Zwei dieser Bohrungen sind heute noch im Speisezimmer sichtbar.

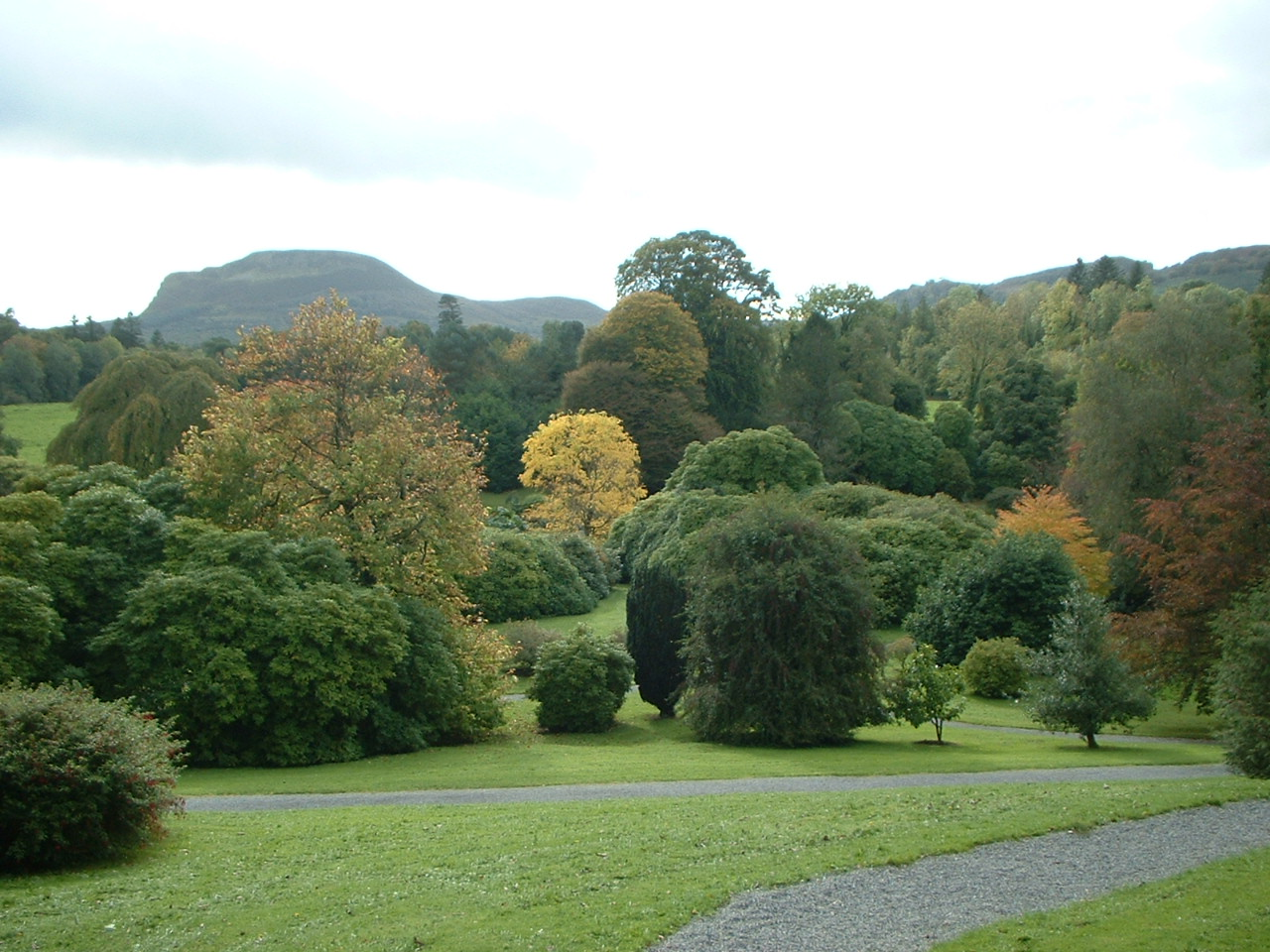
Der Park von Florence Court im Frühherbst zwischen den Vorhügeln des Berges Cuilcagh

Der Brand war nur eines in einer Reihe von Ereignissen in Florence Court in den 1950er- und 1960er-Jahren, die das Ende einer Ära für Haus und Familie markierten. Nach dem Zweiten Weltkrieg fielen die Preise für landwirtschaftliche Erzeugnisse, die Lohnkosten stiegen, es war Erbschaftssteuer zu bezahlen, der Grundbesitz wurde drastisch in der Größe reduziert und der Lebensstil des 5. Earl of Enniskillen und seiner zweiten Gattin Mary (geb. Nevill) trug auch zu den finanziellen Problemen bei. Um den Bestand des Hauses langfristig zu sichern überschrieb Lord Enniskillen Florence Court 1953 dem National Trust. Im Folgejahr wurde das Haus für die Öffentlichkeit zugänglich gemacht.
Im Jahre 1956 starb Lord Enniskillens einziger Sohn und Erbe, Michael, Viscount Cole, plötzlich im Alter von nur 36 Jahren; er war unverheiratet. 1961, als die Restaurierung des Hauses ihrem Ende entgegenging, verwüstete Hurrikan Debbie das Anwesen. 1963 starben der 5. Earl of Enniskillen und seine Frau, Lady Enniskillen, im Abstand von nur drei Monaten.
Dem 5. Earl folgte sein Neffe, Captain David Lowry Cole, M.B.E. (1918–1989) nach, der 6. Earl of Enniskillen wurde. David Enniskillen – wie er allgemein genannt wurde – hatte den größten Teil seines Lebens in der damaligen britischen Kolonie Kenia verbracht und wurde dort Anfang der 1960er-Jahre, kurz vor der Unabhängigkeit des Staates, in die gesetzgebende Versammlung gewählt. 1955 wurde er von seiner ersten Frau Sonia (geb. Syers), Stieftochter seines Onkels, des 5. Earl of Enniskillen, geschieden. Mit ihr hatte er einen Sohn und eine Tochter.
David Enniskillen und seine zweite Frau Nancy (geb. MacLennan), früher Diplomatin der USA, zogen in Florence Court ein und lebten dort von 1964 bis 1973. In diesem Jahr, am Beginn des Nordirlandkonfliktes, verließen die beiden Florence Court und ließen sich in Kinloch House in Kinloch in Schottland nieder. So war David Enniskillen der letzte Earl of Enniskillen, der in Florence Court lebte. Sein Nachfolger war sein Sohn Andrew, der 1989 der 7. Earl of Enniskillen wurde. Andrew Enniskillen lebt auf einem weitläufigen Anwesen in Kenia.

## Im Fernsehen
Im Frühjahr filmte die BBC Teile der Comedyserie Blandings in Florence Court. Der größte Teil der Serie aber wurde auf Crom Castle gedreht. Die Serie wurde erstmals auf BBC 1 im Januar / Februar 2013 ausgestrahlt.